# 우유 배달

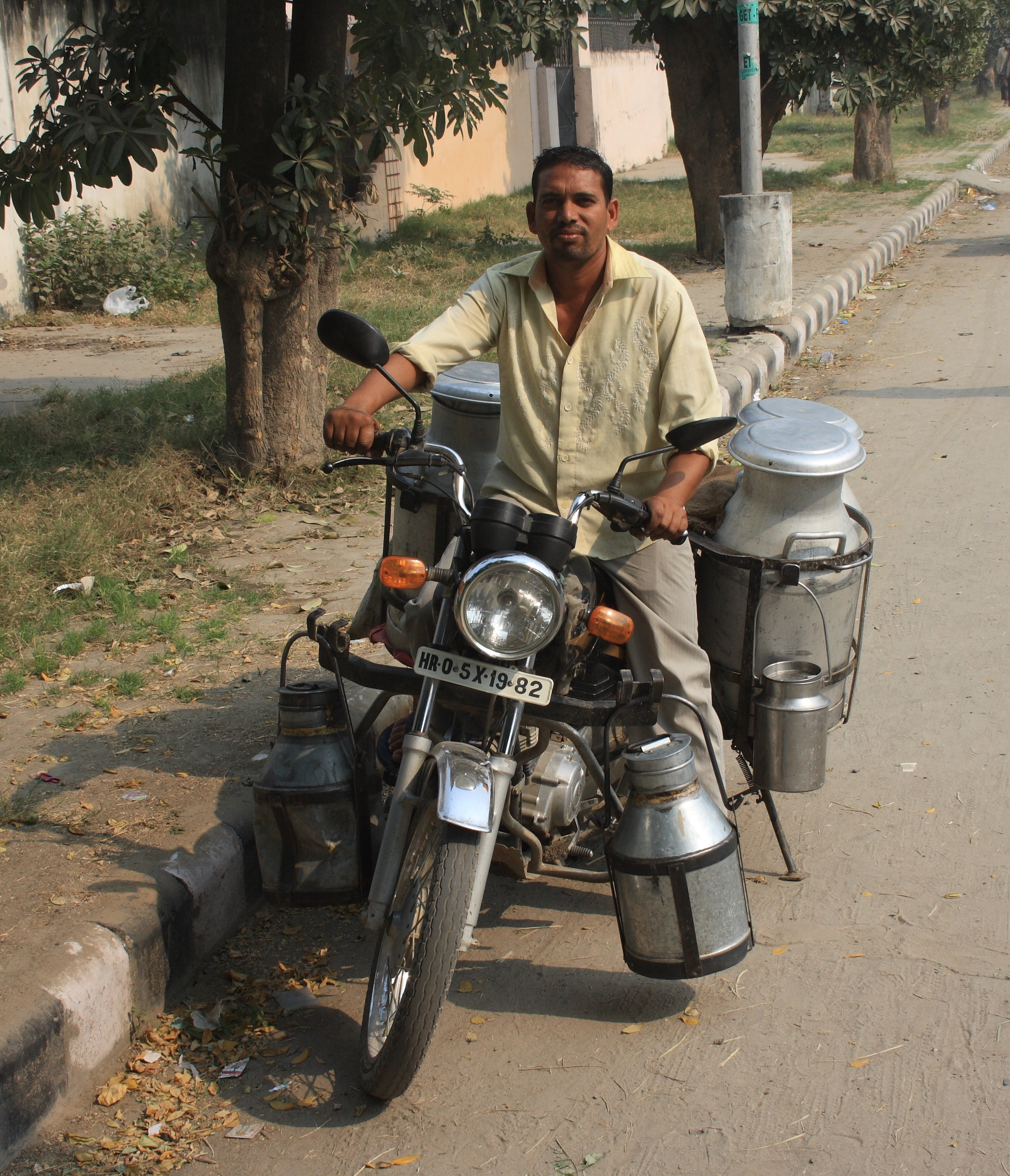
인도의 우유 배달원

우유 배달은 우유의 배달 서비스를 말한다. 매일 아침마다 우유를 매일 배달하는 직업이 있다. 일부 나라에서는 학교에 배달된다.

## 같이 보기
- 신문 배달